# Roux (België)
Roux, of Roux-lez-Charleroi (El-Rou-dlé-Tchålerwè in het Waals), is een dorp in de Belgische provincie Henegouwen, en een deelgemeente van de Waalse stad Charleroi.

## Geschiedenis
Roux behoorde tot de gemeente Jumet tot het in 1819 werd afgesplitst als een zelfstandige gemeente.
Bij de opstand van 1886 stierven in Roux 19 mensen tijdens de eerste (grote) stakingsgolf ooit in België.
Bij de gemeentelijke herindeling van 1977 werd Roux een deelgemeente van de stad Charleroi.

## Bezienswaardigheden
- De Maria-Hemelvaartkerk (Église Notre-Dame-de-l'Assomption) is een classicistisch kerkgebouw van 1775 met een toren van 1785. De kerk werd vergroot in 1856.

## Natuur en landschap
Roux ligt aan het Kanaal Charleroi-Brussel dat hier het dal van de Piéton volgt. De hoogte aan de kerk bedraagt 119 meter.

## Economie
Roux ligt in het hart van het steenkoolbekken. Diverse maatschappijen hadden er hun zetel. In 1969 sloot de laatste schacht terwijl een steenkoolwasserij tot 1980 in bedrijf was. Enkele mijnterrils zijn nog aanwezig. De hoogte aan de kerk bedraagt 119 meter.
Hiernaast kende Roux ook een aantal glasfabrieken, gieterijen en walserijen. Daarnaast werd elektriciteit opgewekt.

## Demografische ontwikkeling
- Bronnen:NIS, Opm:1831 tot en met 1970=volkstellingen, 1976= inwoneraantal op 31 december

## Verkeer en vervoer
Het station Roux ligt langs spoorlijn 124 (Brussel - Charleroi). Alleen de S19- en S1-treinen (als de eerste en de laatste reizen van de dag) stoppen in dit station.

## Bekende inwoners

### Geboren
- Jules Bastin (1889 - 1944), militair en verzetsstrijder
- Henri Glineur (1899 - 1978), politicus
- Raoul Baligand (1913 - 1981), politicus

## Nabijgelegen kernen
Monceau-sur-Sambre, Jumet, Sart-les-Moines, Courcelles, Souvret.